# علی‌آباد (قلعه مظفری)
علی‌آباد روستایی از توابع بخش مرکزی شهرستان سلسله در استان لرستان ایران است. علی‌آباد ۵۷ نفر جمعیت دارد.

## جمعیت
این روستا در دهستان قلعه مظفری قرار دارد و بر اساس سرشماری مرکز آمار ایران در سال ۱۳۸۵، جمعیت آن ۵۷ نفر (۱۳ خانوار) بوده‌است.
1. ↑  مشارکت‌کنندگان ویکی‌پدیا. «Aliabad, Qaleh-ye Mozaffari». در دانشنامهٔ ویکی‌پدیای انگلیسی.